# Линёв, Иван Логгинович (1840)
Ива́н Ло́ггинович Линёв (3 (15) февраля 1840 года — ноябрь 1885 или май 1886, Иркутская губерния) — российский революционер, член «Общества друзей». 

## Биография
Родился, вероятно, 3 (15) февраля 1840 года, хотя другие источники говорят о его рождении в 1841 году в Новгороде или в 1842 году в Нижегородской губернии. Происходил из старинного дворянского рода Линёвых. Учился в Петербургском университете и Горыгорецкой земледельческой школе. В 1861 году участвовал в студенческих волнениях в Санкт-Петербурге, после которых был исключён из университета. Во второй половине 1860-х годов эмигрировал в США, где принял американское гражданство. В 1876 году вернулся в Россию с американским паспортом на имя Джона Филипса. Не позднее того же года вступил в тайную революционную организацию «Земля и воля». Тогда же с несколькими друзьями арендовал землю и организовал сельскохозяйственную коммуну в селе Мотовке Ардатовского уезда Нижегородской губернии. Деятельность коммуны вызвала подозрение окрестных помещиков, которые проинформировали о подозрительных лицах жандармское управление. 7 июня 1877 года в Мотовку прибыли для обыска жандармы, но обнаружили на месте только «Филипса» и Николая Кржеминского, в то время как остальные члены коммуны успели скрыться.
Линёв был помещён под стражу в Ардатовской тюрьме и привлечён к дознанию по делу «Общества друзей», а также обвинён в проживании под чужим именем. 16 июня 1879 года Нижегородский окружной суд признал его виновным в  проживании под именем американского подданного, лишил всех прав состояния и приговорил к высылке на в Самарскую губернию. 9 августа 1879 года по Высочайшему поведению ссылка в ссылка в Самарскую губернию была заменена на ссылку в Восточную Сибирь. Отбывал наказание в Баргузине Забайкальской области, откуда бежал 9 июня 1881 вместе с Екатериной Константиновной Брешко-Брешковской, Николаем Сергеевичем Тютчевым и Константином Яковлевичем Шамариным. Через месяц был схвачен, после чего выслан в Якутскую область на четыре года. После отбытия наказания должен был быть отправлен в Самарскую губернию, но по дороге, находясь в Иркутской губернии, скончался от болезни сердца. Смерть наступила по одним данным в ноябре 1885, по другим — в мае 1886 года.

## В литературе
Иван Линёв стал прототипом Евгения Нилова, персонажа рассказа Владимира Короленко «Без языка». Короленко познакомился в Линёвым в ссылке.